# Epafrodit (llibert de Neró)
Epafrodit (en llatí Epaphroditus, en grec antic Ἐπαφρόδιτος) va ser un llibert i favorit de l'emperador Neró que el va tenir com a secretari.
Protegí el filòsof Epictet, que va arribar com a esclau a Roma de petit i va ser llibert del mateix Epafrodit.
Durant la conspiració que va posar fi al regnat de Neró, Epafrodit va acompanyar al seu cap en la fugida i quan Neró es va voler suïcidar, Epafrodit el va ajudar. Aquest servei el va pagar amb la vida, ja que més tard Domicià el va desterrar i després el va fer matar acusat de no haver salvat la vida de Neró.
De vegades s'ha cregut que aquest Epafrodit era el mateix a qui Flavi Josep va dedicar les Antiguitats judaiques, i sobre el que, al prefaci de l'obra, feia un gran elogi pel seu amor a la literatura i a la història. però segurament l'Epafrodit del que parla Flavi Josep era un personatge que va viure en temps de Trajà i va ser també un llibert i procurador d'aquest emperador.